# مریتایما فریس
مریتایما فریس (انگلیسی: Maritima Ferries) شرکت ترابری و کشتی‌رانی فرانسوی است، که در سال ۱۹۶۹ تأسیس شد.